# المور (گلاسترشر)
المور (به انگلیسی: Elmore) یک روستا و محله مدنی در بریتانیا است که در Stroud District واقع شده‌است. المور ۲۱۹ نفر جمعیت دارد.